# NGC 5281
NGC 5281 је расејано звездано јато у сазвежђу Кентаур које се налази на NGC листи објеката дубоког неба.
Деклинација објекта је - 62° 54' 34" а ректасцензија 13h 46m 36,7s. Привидна величина (магнитуда) објекта NGC 5281 износи 5,9. NGC 5281 је још познат и под ознакама OCL 911, ESO 97-SC5.